# Nekrolog Juni 2011
Nekrolog
◄◄
| ◄
| 2007
| 2008
| 2009
| 2010
| 2011 | 2012 | 2013 | 2014 | 2015 | ► | ►►
Januar |
Februar |
März |
April |
Mai |
Juni |
Juli |
August |
September |
Oktober |
November |
Dezember 2011
Weitere Ereignisse | Allgemeiner Nekrolog 2011
Die Beschreibung der verstorbenen Person sollte so kurz wie möglich gehalten sein und nur deren signifikante Tätigkeit(en) enthalten.
Neue Namen ggf. auch unter dem Geburts- und Sterbedatum, also etwa unter 1. Januar und im Geburts- und Sterbejahr (2024) eintragen (nur bei entsprechender großer Wichtigkeit). Für Beispiele siehe die schon vorhandenen Artikel.
Außerdem über die fünf zuletzt Verstorbenen, zu denen es einen ausreichend guten Artikel für eine Präsentation auf der Hauptseite gibt, nach der todesbedingten Überarbeitung der Artikel ggf. auch unter Wikipedia Diskussion:Hauptseite informieren und sie am besten auch in den anderen Wikipedia-Sprachversionen eintragen. Tipp: Regelmäßig bei news.google.de nach „ist tot“, „gestorben“ oder „verstorben“ suchen.
Wenn eine Person gestorben ist, gibt es viele Seiten zu dieser Person in der Wikipedia, die davon auch betroffen sind und entsprechend aktualisiert werden müssen. Beispiele: Namenübersichtsseite, Geburtsjahr, Geburtsort-Seiten und viele mehr.
Wie finde ich die betroffenen Seiten?
Im Suchfeld auf der linken Seite gibt man den Suchbegriff so ein: „Vorname Nachname“. Dann klickt man auf Volltext und alle Seiten mit entsprechendem Suchtext werden aufgerufen. Hier sieht man dann schnell, wo auch das Todesjahr Sinn macht oder sogar ein Teil des Artikels angepasst werden muss. Auch hilft das „Werkzeug“ auf der linken Seite sehr gut, um solche Seiten aufzufinden: „Links auf diese Seite“. Somit ist die Wikipedia wieder aktuell in allen Bereichen! Hinweis: bei Eintragung der Kategorie „Gestorben JAHR“ wird der Missbrauchsfilter 49 ausgelöst, was jedoch nicht schlimm ist. Siehe: Spezial:Missbrauchsfilter/49
Dies ist eine Liste von im Juni 2011 verstorbenen bekannten Persönlichkeiten. Die Einträge erfolgen innerhalb der einzelnen Daten alphabetisch sortiert. Tiere sind im Nekrolog für Tiere zu finden.

## Juni
| Tag      | Name                                    | Beruf, bekannt als                                                                                        | Alter | Beleg  |
| -------- | --------------------------------------- | --- | ----- | ------ |
| 1. Juni  | Munir Ahmad Dar                         | pakistanischer Feldhockeyspieler                                                                          | 76    |        |
| 1. Juni  | Aníbal Barrios Pintos                   | uruguayischer Historiker                                                                                  | 92    |        |
| 1. Juni  | Heinz Eikelbeck                         | deutscher Politiker                                                                                       | 85    |        |
| 1. Juni  | Franz Geiger                            | deutscher Drehbuchautor, Regisseur und Schauspieler                                                       | 90    |        |
| 1. Juni  | Helmut Müller                           | deutscher Fußballspieler                                                                                  | 58    |        |
| 1. Juni  | Manolo Otero                            | spanischer Sänger und Schauspieler                                                                        | 68    |        |
| 1. Juni  | Peter Schleiff                          | deutscher Dermatologe                                                                                     | 100   | [ 1 ]  |
| 2. Juni  | Ray Bryant                              | US-amerikanischer Jazzmusiker                                                                             | 79    |        |
| 2. Juni  | Willem Duys                             | niederländischer Showmaster                                                                               | 82    |        |
| 2. Juni  | Josephine Hart                          | britische Schriftstellerin                                                                                | 69    |        |
| 2. Juni  | Leonid Jurtajew                         | kirgisischer Schachgroßmeister                                                                            | 52    |        |
| 2. Juni  | Walter R. Peterson                      | US-amerikanischer Politiker                                                                               | 88    |        |
| 2. Juni  | Frank Ponta                             | australischer Paralympics-Sieger                                                                          | 75    |        |
| 2. Juni  | Geronimo Pratt                          | US-amerikanisches Black-Panther-Mitglied                                                                  | 63    |        |
| 2. Juni  | Philip Rahtz                            | britischer Archäologe                                                                                     | 90    |        |
| 2. Juni  | Joel Rosenberg                          | kanadischer Schriftsteller                                                                                | 57    |        |
| 2. Juni  | Albertina Sisulu                        | südafrikanische Politikerin und Aktivistin                                                                | 92    |        |
| 2. Juni  | Erika Streit                            | Schweizer Künstlerin                                                                                      | 101   |        |
| 3. Juni  | James Arness                            | US-amerikanischer Schauspieler                                                                            | 88    |        |
| 3. Juni  | Dobroslav Ćulafić                       | jugoslawischer Politiker                                                                                  | 85    |        |
| 3. Juni  | Andrew Gold                             | amerikanischer Musiker, Sänger und Komponist                                                              | 59    |        |
| 3. Juni  | Pat Jackson                             | britischer Film- und Fernsehregisseur                                                                     | 95    |        |
| 3. Juni  | John Henry Johnson                      | US-amerikanischer American-Football-Spieler                                                               | 81    |        |
| 3. Juni  | Miriam Karlin                           | britische Schauspielerin                                                                                  | 85    |        |
| 3. Juni  | Mohammad Ilyas Kashmiri                 | pakistanischer Terrorist                                                                                  | 47    |        |
| 3. Juni  | Jack Kevorkian                          | US-amerikanischer Pathologe                                                                               | 83    |        |
| 3. Juni  | José Koopmans                           | niederländischer Priester und Sozialreformer                                                              | 71    |        |
| 3. Juni  | Johanna Lachnit                         | österreichische Ärztin und Stadtphysikus in Wien                                                          | 97    |        |
| 3. Juni  | Bhajan Lal                              | indischer Politiker                                                                                       | 80    |        |
| 3. Juni  | Sammy Ofer                              | israelischer Unternehmer                                                                                  | 89    |        |
| 3. Juni  | Ray Pahl                                | britischer Soziologe                                                                                      | 75    |        |
| 3. Juni  | Eckhard Reith                           | deutscher Politiker                                                                                       | 92    | [ 2 ]  |
| 3. Juni  | Jan van Roessel                         | niederländischer Fußballspieler                                                                           | 86    |        |
| 3. Juni  | José Rosinski                           | französischer Autorennfahrer und Journalist                                                               | 75    |        |
| 3. Juni  | Karl Schnürl                            | österreichischer Komponist, Musikwissenschaftler und Musikpädagoge                                        | 86    |        |
| 3. Juni  | Benny Spellman                          | US-amerikanischer Sänger                                                                                  | 79    |        |
| 4. Juni  | Dimi Mint Abba                          | mauretanische Sängerin                                                                                    | 52    |        |
| 4. Juni  | Arlen Bljum                             | sowjetisch bzw. russischer Literaturwissenschaftler                                                       | 78    |        |
| 4. Juni  | Lilian Jackson Braun                    | US-amerikanische Schriftstellerin                                                                         | 97    |        |
| 4. Juni  | Claudio Bravo                           | chilenischer Maler                                                                                        | 74    |        |
| 4. Juni  | Lindsey Durlacher                       | US-amerikanischer Ringer                                                                                  | 36    |        |
| 4. Juni  | Lawrence Eagleburger                    | US-amerikanischer Politiker und Diplomat                                                                  | 80    |        |
| 4. Juni  | Curth Flatow                            | deutscher Bühnenautor                                                                                     | 91    |        |
| 4. Juni  | Maurice Garrel                          | französischer Schauspieler                                                                                | 88    |        |
| 4. Juni  | Donald Hewlett                          | britischer Schauspieler                                                                                   | 90    |        |
| 4. Juni  | Martine Kelly                           | französische Schauspielerin                                                                               | 66    |        |
| 4. Juni  | Renata Laqueur                          | Sprach- und Literaturwissenschaftlerin                                                                    | 91    |        |
| 4. Juni  | Bo Lindgren                             | schwedischer Großmeister der Schachkomposition                                                            | 84    |        |
| 4. Juni  | Juan Francisco Luis                     | US-amerikanischer Politiker                                                                               | 70    |        |
| 4. Juni  | Rosenery Mello                          | brasilianisches Model                                                                                     | 45    |        |
| 4. Juni  | Martin Rushent                          | britischer Musikproduzent                                                                                 | 62    |        |
| 4. Juni  | Oskar von Siegfried                     | deutscher Diplomat                                                                                        | 91    |        |
| 4. Juni  | Hartmut Träger                          | deutscher Politiker                                                                                       | 65    |        |
| 4. Juni  | Klaus Vollmer                           | deutscher Theologe                                                                                        | 80    |        |
| 4. Juni  | Felix Zandman                           | polnisch-israelischer Unternehmer                                                                         | 84    |        |
| 5. Juni  | Fred Baker                              | US-amerikanischer Filmemacher, Schauspieler und Jazzmusiker                                               | 78    |        |
| 5. Juni  | Bruno Böhlen                            | Schweizer Chemieingenieur                                                                                 | 80    |        |
| 5. Juni  | Leon Botha                              | südafrikanischer Musiker                                                                                  | 26    |        |
| 5. Juni  | Stephen Fleischman                      | US-amerikanischer Fernsehproduzent, Autor und Regisseur                                                   | 92    |        |
| 5. Juni  | John S. Glasby                          | britischer Chemiker, Astronom und Science-Fiction-Autor                                                   | 82    |        |
| 5. Juni  | Martti Lappalainen                      | finnischer Jazzmusiker, Orchester- und Festivalleiter                                                     | 69    |        |
| 5. Juni  | Ludo Martens                            | belgischer Historiker und Politiker                                                                       | 65    |        |
| 5. Juni  | Herman de Meulenaere                    | belgischer Ägyptologe                                                                                     | 88    |        |
| 5. Juni  | Basil Moses                             | südafrikanischer Jazzmusiker (Kontrabass)                                                                 | 70    |        |
| 5. Juni  | Célestin Oliver                         | französischer Fußballspieler und -trainer                                                                 | 80    |        |
| 5. Juni  | Kenneth Purpur                          | US-amerikanischer Eishockeyspieler                                                                        | 79    |        |
| 5. Juni  | Karl-Heinz Wagner                       | deutscher Polizeioffizier und General der Volkspolizei                                                    | 82    |        |
| 6. Juni  | Heinrich Barlage                        | deutscher katholischer Geistlicher                                                                        | 79    | [ 3 ]  |
| 6. Juni  | Rudolf Niculin Bezzola                  | Schweizer reformierter Pfarrer                                                                            | 93    | [ 4 ]  |
| 6. Juni  | John Boswall                            | britischer Schauspieler                                                                                   | 91    |        |
| 6. Juni  | Declan Costello                         | irischer Politiker und Jurist                                                                             | 84    |        |
| 6. Juni  | Jeffrey Chuan Chu                       | amerikanischer Informatiker                                                                               | 91    |        |
| 6. Juni  | Nils-Bertil Dahlander                   | schwedischer Musiker                                                                                      | 83    |        |
| 6. Juni  | Dulce Figueiredo                        | brasilianische First Lady                                                                                 | 83    |        |
| 6. Juni  | David Healy                             | US-amerikanischer Amateurastronom und Astrofotograf                                                       | 74    |        |
| 6. Juni  | Stefan Kuryłowicz                       | polnischer Architekt                                                                                      | 62    |        |
| 6. Juni  | Masushi Ōuchi                           | japanischer Gewichtheber                                                                                  | 67    |        |
| 6. Juni  | Dieter Pfeifer                          | deutscher Basketballspieler                                                                               | 64    |        |
| 7. Juni  | Maksud Ibnugadscharowitsch Sadikow      | russischer Wissenschaftler                                                                                | 48    |        |
| 7. Juni  | Gernot Erler                            | deutscher Heimatforscher                                                                                  | 76    |        |
| 7. Juni  | Walid Gholmieh                          | libanesischer Komponist und Dirigent                                                                      | 73    |        |
| 7. Juni  | Hadibowo                                | indonesischer Badmintonspieler                                                                            | 52    |        |
| 7. Juni  | Hans Werner Hamacher                    | deutscher Polizist, Direktor im Landeskriminalamt Nordrhein-Westfalen                                     | 86    |        |
| 7. Juni  | Genaro Hernandez                        | mexikanischer Boxer                                                                                       | 45    |        |
| 7. Juni  | Liam Kelly                              | irischer Politiker                                                                                        | 88    | [ 5 ]  |
| 7. Juni  | Lutz Kleinhans                          | deutscher Fotograf                                                                                        | 85    |        |
| 7. Juni  | Józef Obrębski                          | polnischer Geistlicher, Ehrenbürger der Rajongemeinde Vilnius                                             | 105   |        |
| 7. Juni  | Mieczysław Pemper                       | polnisch-deutscher „Schindlerjude“                                                                        | 91    |        |
| 7. Juni  | Rudy Salvini                            | US-amerikanischer Musiker                                                                                 | 86    |        |
| 7. Juni  | Jorge Semprún                           | spanischer Schriftsteller                                                                                 | 87    |        |
| 7. Juni  | Reinhold Stanitzek                      | deutscher Politiker                                                                                       | 71    |        |
| 7. Juni  | Edgar Tekere                            | simbabwischer Politiker                                                                                   | 74    |        |
| 7. Juni  | Gaston Tuaillon                         | französischer Romanist und Dialektologe                                                                   | 87    |        |
| 7. Juni  | Sven-Olof Walldoff                      | schwedischer Dirigent, Komponist und Musikproduzent                                                       | 82    |        |
| 8. Juni  | Anatole Abragam                         | französischer Physiker                                                                                    | 96    |        |
| 8. Juni  | Ioan Alecu                              | rumänischer Fußballspieler und -trainer                                                                   | 67    | [ 6 ]  |
| 8. Juni  | Leonard H. Ehrlich                      | US-amerikanischer Philosoph                                                                               | 87    |        |
| 8. Juni  | Fabian Gerson                           | Schweizer Chemiker polnischer Herkunft                                                                    | 85    |        |
| 8. Juni  | Helmut Harms                            | deutscher Naturwissenschaftler                                                                            | 99    |        |
| 8. Juni  | George Landow                           | US-amerikanischer Filmkünstler                                                                            | 67    |        |
| 8. Juni  | Donna Lamping                           | kanadische Psychologin                                                                                    | 58    |        |
| 8. Juni  | Gabriel Magyar                          | ungarischer Cellist und Musikpädagoge                                                                     | 96    |        |
| 8. Juni  | Natalija Dmitrijewna Martjaschewa       | russische Behindertensportlerin im Tischtennis                                                            | 23    |        |
| 8. Juni  | Paul Massie                             | kanadischer Schauspieler                                                                                  | 78    |        |
| 8. Juni  | John Mackenzie                          | britischer Filmregisseur                                                                                  | 83    |        |
| 8. Juni  | Eugénie Mousny                          | Schweizer Radiomoderatorin                                                                                | 99    |        |
| 8. Juni  | Fazul Abdullah Muhammad                 | komorischer Terrorist                                                                                     | 37    |        |
| 8. Juni  | Pa Ousman Ndow                          | gambischer Fußballspieler                                                                                 | 56    |        |
| 8. Juni  | Steve Popovich                          | US-amerikanischer Musikmanager                                                                            | 68    |        |
| 8. Juni  | Henrique Rattner                        | brasilianischer Urbanist und Wirtschaftswissenschaftler                                                   | 88    |        |
| 8. Juni  | Alan Rubin                              | US-amerikanischer Musiker                                                                                 | 68    |        |
| 8. Juni  | Zenonas Rokus Rudzikas                  | litauischer Physiker                                                                                      | 70    |        |
| 8. Juni  | Karl Weber                              | deutscher Maler und Grafiker                                                                              | 88    |        |
| 9. Juni  | Siegfried Augustin                      | österreichischer Ingenieur und Karl-May-Forscher                                                          | 64    |        |
| 9. Juni  | José Alberty Correia                    | portugiesischer Offizier und Kolonialverwalter                                                            | 94    |        |
| 9. Juni  | Artur Cremer-Acre                       | deutscher Grafiker, Kunstmaler und Buchillustrator                                                        | 79    |        |
| 9. Juni  | Maqbul Fida Husain                      | indischer Künstler                                                                                        | 95    |        |
| 9. Juni  | Josip Katalinski                        | jugoslawischer Fußballspieler                                                                             | 63    |        |
| 9. Juni  | Tomoko Kawakami                         | japanische Synchronsprecherin                                                                             | 41    |        |
| 9. Juni  | Rita Kuhn                               | deutsche Malerin                                                                                          | 94    |        |
| 9. Juni  | Claude Léveillée                        | kanadischer Sänger, Komponist und Schauspieler                                                            | 78    | [ 7 ]  |
| 9. Juni  | Mike Mitchell                           | US-amerikanischer Basketballspieler                                                                       | 55    |        |
| 9. Juni  | Rudolf Piegert                          | deutscher Maschinenbauingenieur und Hochschullehrer                                                       | 87    |        |
| 9. Juni  | Jerzy Płodziszewski                     | polnischer Radrennfahrer                                                                                  | 78    |        |
| 9. Juni  | Idwal Robling                           | walisischer Fußballspieler und Sportkommentator                                                           | 84    |        |
| 9. Juni  | Aida Stucki                             | Schweizer Musikerin                                                                                       | 90    |        |
| 9. Juni  | Wladimir Tumanow                        | russischer Jurist                                                                                         | 84    |        |
| 10. Juni | Paolo Barbi                             | italienischer Politiker                                                                                   | 91    |        |
| 10. Juni | Josua Bruyn                             | niederländischer Kunsthistoriker                                                                          | 88    |        |
| 10. Juni | Juri Budanow                            | russischer Soldat und Kriegsverbrecher                                                                    | 47    |        |
| 10. Juni | Cosimo Caliandro                        | italienischer Leichtathlet                                                                                | 29    |        |
| 10. Juni | Abdishakur Sheik Hassan Farah           | somalischer Politiker                                                                                     | 39?   |        |
| 10. Juni | Patrick Leigh Fermor                    | britischer Schriftsteller                                                                                 | 96    |        |
| 10. Juni | Herbert Franke                          | deutscher Sinologe                                                                                        | 96    |        |
| 10. Juni | Olaf Göttgens                           | deutscher Manager                                                                                         | 45    |        |
| 10. Juni | Heinz Haberkorn                         | deutscher Maler, Grafiker und Autor                                                                       | 67    |        |
| 10. Juni | Bernhard Heisig                         | deutscher Künstler                                                                                        | 86    |        |
| 10. Juni | Lothar Hoffmann-Erbrecht                | deutscher Musikwissenschaftler und Hochschullehrer                                                        | 86    |        |
| 10. Juni | Bruno Kiesler                           | deutscher Politiker                                                                                       | 85    |        |
| 10. Juni | Brian Joseph Lenihan                    | irischer Politiker                                                                                        | 52    |        |
| 10. Juni | Ingvar S. Melin                         | finnischer Politiker                                                                                      | 78    |        |
| 10. Juni | Hermann Paulsen                         | deutscher Künstler                                                                                        | 93    |        |
| 10. Juni | Franz Reitz                             | deutscher Radrennfahrer                                                                                   | 82    |        |
| 10. Juni | Erich Schlossarek                       | deutscher Autor                                                                                           | 83    |        |
| 10. Juni | Manfred Schubert                        | deutscher Komponist                                                                                       | 74    |        |
| 10. Juni | György Szabados                         | ungarischer Musiker und Arzt                                                                              | 71    |        |
| 11. Juni | Katharina Bayerwaltes                   | deutsche Gerechte unter den Völkern                                                                       | 97    |        |
| 11. Juni | Robert de Boissonneaux de Chevigny      | französischer Bischof                                                                                     | 90    |        |
| 11. Juni | Peter Brakelmann                        | deutscher Politiker                                                                                       | 53    |        |
| 11. Juni | Giorgio Celli                           | italienischer Biologe und Politiker                                                                       | 75    |        |
| 11. Juni | Gustav Ciamaga                          | kanadischer Komponist                                                                                     | 81    | [ 8 ]  |
| 11. Juni | Christian Collardot                     | französischer Weitspringer                                                                                | 77    |        |
| 11. Juni | Gunnar Fischer                          | schwedischer Kameramann                                                                                   | 100   |        |
| 11. Juni | Eliyahu M. Goldratt                     | israelischer Physiker, Managementtheoretiker und Unternehmensberater                                      | 64    |        |
| 11. Juni | Günter Heidecke                         | deutscher Jurist                                                                                          | 88    |        |
| 11. Juni | Anna-Halja Horbatsch                    | ukrainische Literaturwissenschaftlerin, Übersetzerin ins Deutsche, Bürgerrechts-Aktivistin und Verlegerin | 87    |        |
| 11. Juni | Manfred Kuhn                            | deutscher Chemiker und Hochschullehrer                                                                    | 79    |        |
| 11. Juni | Heinz Lesener                           | deutscher Politiker                                                                                       | 91    |        |
| 11. Juni | Kurt Nielsen                            | dänischer Tennisspieler                                                                                   | 80    |        |
| 11. Juni | Raúl Marcelo Pacífico Scozzina          | argentinischer Bischof                                                                                    | 89    |        |
| 11. Juni | Graham B. Purcell                       | US-amerikanischer Jurist und Politiker                                                                    | 92    |        |
| 11. Juni | Seth Putnam                             | US-amerikanischer Sänger                                                                                  | 43    |        |
| 11. Juni | James J. Rahal                          | US-amerikanischer Mediziner                                                                               | 77    |        |
| 11. Juni | Wolfgang Reinhardt                      | deutscher Leichtathlet                                                                                    | 68    |        |
| 11. Juni | Ernst-Otto Schlöpke                     | deutscher Mundart-Schriftsteller                                                                          | 88    |        |
| 11. Juni | Bob Spaak                               | niederländischer Sportjournalist                                                                          | 93    |        |
| 12. Juni | Hugo Allemann                           | Schweizer Volkswirt                                                                                       | 90    |        |
| 12. Juni | René Audet                              | kanadischer Bischof                                                                                       | 91    |        |
| 12. Juni | Chalmers Dale                           | US-amerikanischer Fernsehproduzent                                                                        | 85    |        |
| 12. Juni | Kati-Claudia Fofonoff                   | samische Autorin und Übersetzerin                                                                         | 63    |        |
| 12. Juni | Carl Gardner                            | US-amerikanischer Musiker                                                                                 | 83    |        |
| 12. Juni | Ernst J. Grube                          | deutscher Kunsthistoriker und Autor                                                                       | 79    |        |
| 12. Juni | John Hospers                            | US-amerikanischer Philosoph                                                                               | 93    |        |
| 12. Juni | Hans-Jürgen Hube                        | deutscher Germanist, Skandinavist und Hochschullehrer                                                     | 77    |        |
| 12. Juni | Gerhard Krug                            | deutscher Fußballspieler und Journalist                                                                   | 74    |        |
| 12. Juni | Hilton Mambo                            | simbabwischer Rundfunkmoderator                                                                           | 60    |        |
| 12. Juni | Howard A. Nash                          | US-amerikanischer Biochemiker und Genetiker                                                               | 73    |        |
| 12. Juni | Gerhard Polz                            | deutscher Fußballspieler                                                                                  | 67    |        |
| 12. Juni | Kathrin Rüegg                           | Schweizer Buchautorin und Fernsehmoderatorin                                                              | 81    |        |
| 12. Juni | Nikša Stipčević                         | jugoslawisch-serbischer Romanist                                                                          | 81    |        |
| 12. Juni | James M. Williams                       | US-amerikanischer Pionier bei der Entwicklung analoger integrierter Schaltkreise                          | 63    |        |
| 12. Juni | Jim Williams                            | US-amerikanischer Ingenieur                                                                               | 63    |        |
| 12. Juni | Kathryn Tucker Windham                  | US-amerikanische Journalistin                                                                             | 93    |        |
| 12. Juni | Laura Ziskin                            | US-amerikanische Filmproduzentin                                                                          | 61    |        |
| 12. Juni | Roland Smaniotto                        | luxemburgischer Radrennfahrer                                                                             | 64    |        |
| 13. Juni | Donald Baird                            | US-amerikanischer Paläontologe                                                                            | 85    |        |
| 13. Juni | Hans Roland Baldus                      | deutscher Archäologe und Numismatiker                                                                     | 68    |        |
| 13. Juni | Richard Lackner                         | deutscher Bildhauer und Heimatforscher                                                                    | 91    |        |
| 13. Juni | Dave McMurdo                            | kanadischer Musiker und Komponist                                                                         | 67    |        |
| 13. Juni | Germano Meneghel                        | brasilianischer Sänger                                                                                    | 49    |        |
| 13. Juni | Hartmut Mirbach                         | deutscher Fotograf und Maler                                                                              | 61    |        |
| 13. Juni | Karl Müller                             | deutscher Dichter                                                                                         | 86    |        |
| 13. Juni | Jérôme Nday Kanyangu Lukundwe           | kongolesischer Bischof                                                                                    | 82    |        |
| 14. Juni | Tayo Aderinokun                         | nigerianischer Unternehmer                                                                                | 56    |        |
| 14. Juni | Milivoj Ašner                           | kroatischer NS-Kollaborateur                                                                              | 98    |        |
| 14. Juni | Romano Comincioli                       | italienischer Politiker                                                                                   | 75    |        |
| 14. Juni | Walter Flegel                           | deutscher Schriftsteller                                                                                  | 76    |        |
| 14. Juni | Ambrose Griffiths                       | britischer Bischof                                                                                        | 82    |        |
| 14. Juni | Bill Hemmans                            | US-amerikanischer Rhythm-and-Blues-Musiker                                                                | 69    |        |
| 14. Juni | Asad Ali Khan                           | indischer Musiker                                                                                         | 74    |        |
| 14. Juni | Claudia Kotter                          | deutsche Aktivistin                                                                                       | 30    |        |
| 14. Juni | Antônio Leone                           | brasilianischer Fußballspieler                                                                            | 80    |        |
| 14. Juni | Victor Anomah Ngu                       | kamerunischer Mediziner                                                                                   |       |        |
| 14. Juni | Augusto Ramírez Ocampo                  | kolumbianischer Politiker                                                                                 | 77    |        |
| 14. Juni | Simon R. F. Price                       | englischer Althistoriker                                                                                  | 56    |        |
| 14. Juni | Oscar Sambrano Urdaneta                 | venezolanischer Schriftsteller                                                                            | 82    |        |
| 14. Juni | Peter Schamoni                          | deutscher Filmregisseur und Produzent                                                                     | 77    |        |
| 15. Juni | Charlotte Joko Beck                     | US-amerikanische Zen-Lehrerin                                                                             | 94    |        |
| 15. Juni | John Ehrman                             | britischer Historiker                                                                                     | 91    |        |
| 15. Juni | Vicente Grisolía                        | dominikanischer Pianist                                                                                   | 86    |        |
| 15. Juni | Günter Knops                            | deutscher Fußballspieler                                                                                  | 68    |        |
| 15. Juni | Gertraud Kreißig                        | deutsche Schauspielerin                                                                                   |       |        |
| 15. Juni | Uwe Schleth                             | deutscher Soziologe und Hochschullehrer                                                                   | 76    |        |
| 15. Juni | Robert Shapiro                          | US-amerikanischer Chemiker                                                                                | 75    |        |
| 15. Juni | Pawel Stolbow                           | sowjetischer Turner                                                                                       | 81    |        |
| 15. Juni | Werner Thönnessen                       | deutscher Pressesprecher der IG Metall                                                                    | 82    |        |
| 15. Juni | Hubert Türk                             | deutscher Politiker                                                                                       | 86    |        |
| 15. Juni | Mae Wheeler                             | US-amerikanische Sängerin und Musikmanagerin                                                              | 77    |        |
| 15. Juni | Leopold Wiesinger                       | österreichischer Politiker                                                                                | 90    |        |
| 16. Juni | James Allason                           | britischer Politiker, Sportler und Militärstratege                                                        | 98    |        |
| 16. Juni | Claudia Bryar                           | US-amerikanische Schauspielerin                                                                           | 93    |        |
| 16. Juni | Frédéric Castet                         | französischer Modeschöpfer und Designer                                                                   | 81    |        |
| 16. Juni | Norbert Elsner                          | deutscher Zoologe und Neurobiologe                                                                        | 70    |        |
| 16. Juni | Johannes Fröhlings                      | deutscher Banker                                                                                          | 79    | [ 9 ]  |
| 16. Juni | Abrar Hussain                           | pakistanischer Boxer                                                                                      | 50    |        |
| 16. Juni | Pierre Iacoponelli                      | französischer Radrennfahrer                                                                               | 86    |        |
| 16. Juni | Tölögön Kasymbek                        | kirgisischer Schriftsteller                                                                               | 80    |        |
| 16. Juni | Florea Martinovici                      | rumänischer Fußballspieler                                                                                | 71    |        |
| 16. Juni | Pedro Preux                             | mexikanischer Künstler                                                                                    | 79    |        |
| 16. Juni | Twins Seven Seven                       | nigerianischer Maler                                                                                      | 67    |        |
| 16. Juni | Rudolf Wachter                          | deutscher Bildhauer                                                                                       | 88    |        |
| 16. Juni | Wild Man Fischer                        | US-amerikanischer Musiker                                                                                 | 66    |        |
| 16. Juni | Enrique Vázquez del Mercado             | mexikanischer Fußballtorhüter                                                                             | 60    |        |
| 17. Juni | Angela Brunner                          | deutsche Schauspielerin                                                                                   | 80    |        |
| 17. Juni | Erik Forssman                           | schwedischer Kunsthistoriker                                                                              | 95    |        |
| 17. Juni | Josef Hierlmeier                        | deutscher Buchautor                                                                                       | 52    |        |
| 17. Juni | Dov Kopelman                            | russisch-schweizerischer Rabbiner                                                                         | 106   |        |
| 17. Juni | Hansjörg Schneider                      | deutscher Theaterwissenschaftler                                                                          | 85    |        |
| 17. Juni | Fritz Semmelmann                        | deutscher Fußballspieler                                                                                  | 82    | [ 10 ] |
| 17. Juni | Robert White                            | US-amerikanischer Drehbuchautor                                                                           | 87    |        |
| 18. Juni | Echendu Adiele                          | nigerianisch-deutscher Fußballspieler                                                                     | 32    |        |
| 18. Juni | Ntambwe Beya                            | kongolesischer Bischof                                                                                    | 57    |        |
| 18. Juni | Ulrich Biesinger                        | deutscher Fußballspieler                                                                                  | 77    |        |
| 18. Juni | Jelena Bonner                           | russische Politikerin                                                                                     | 88    |        |
| 18. Juni | Frederick Chiluba                       | sambischer Politiker                                                                                      | 68    |        |
| 18. Juni | Clarence Clemons                        | US-amerikanischer Musiker                                                                                 | 69    |        |
| 18. Juni | Luísa Costa Dias                        | portugiesische Fotografin                                                                                 | 55    |        |
| 18. Juni | Karl Frei                               | Schweizer Turner                                                                                          | 94    |        |
| 18. Juni | Hans-Jochen Gamm                        | deutscher Erziehungswissenschaftler                                                                       | 86    |        |
| 18. Juni | Johann Gutmann                          | österreichischer Pilot                                                                                    | 63    |        |
| 18. Juni | Willibald Haffner                       | deutscher Geograph                                                                                        | 75    |        |
| 18. Juni | Brian Haw                               | britischer Friedensaktivist                                                                               | 62    |        |
| 18. Juni | Jože Hudeček                            | jugoslawisch-slowenischer Autor und Journalist                                                            | 74    |        |
| 18. Juni | Lance Lumsden                           | jamaikanischer Tennisspieler und Sportjournalist                                                          | 71    |        |
| 18. Juni | Robert Allen Pease                      | US-amerikanischer Pionier bei der Entwicklung analoger integrierter Schaltkreise (IC)                     | 70    |        |
| 18. Juni | John Perumattam                         | indischer Bischof                                                                                         | 89    |        |
| 18. Juni | Morris Pollard                          | US-amerikanischer Biologe                                                                                 | 95    |        |
| 18. Juni | Marek Szufa                             | polnischer Kunstflieger                                                                                   | 57    |        |
| 18. Juni | Ottokar Wüst                            | deutscher Fußballfunktionär                                                                               | 85    |        |
| 19. Juni | Arnulf Borsche                          | deutscher Politiker                                                                                       | 83    |        |
| 19. Juni | Don Diamond                             | US-amerikanischer Schauspieler                                                                            | 90    |        |
| 19. Juni | Kasbek Dsantijew                        | nord-ossetischer Politiker                                                                                | 59    |        |
| 19. Juni | Helmut Eberspächer                      | deutscher Unternehmer                                                                                     | 95    |        |
| 19. Juni | Dieter Fuder                            | deutscher Germanist und Philosoph                                                                         | 64    |        |
| 19. Juni | Otto Richard Gottlieb                   | tschechoslowakisch-brasilianischer Chemiker und Hochschullehrer                                           | 90    |        |
| 19. Juni | Tom Hungerford                          | australischer Schriftsteller                                                                              | 96    |        |
| 19. Juni | Helmut Schneider                        | Schweizer Physiker                                                                                        | 92    |        |
| 19. Juni | Joel Simon                              | US-amerikanischer Filmproduzent                                                                           | 60    |        |
| 20. Juni | Thomas N. Armstrong III                 | amerikanischer Museumskurator                                                                             | 78    |        |
| 20. Juni | Gennadi Banjuk                          | russischer Nuklearbiologe                                                                                 | 65    |        |
| 20. Juni | Adolf Martin Däumling                   | deutscher Psychologe und Hochschullehrer                                                                  | 94    |        |
| 20. Juni | Ryan Dunn                               | US-amerikanischer Schauspieler                                                                            | 34    |        |
| 20. Juni | Safa Giray                              | türkischer Politiker                                                                                      | 80    |        |
| 20. Juni | He Zehui                                | chinesische Physikerin                                                                                    | 97    |        |
| 20. Juni | Pedro Hestnes                           | portugiesischer Schauspieler                                                                              | 49    | [ 11 ] |
| 20. Juni | Bruno Kubas                             | deutscher Bildhauer                                                                                       | 82    |        |
| 20. Juni | Domnitsa Lanitou-Kavounidou             | zypriotisch-griechische Leichtathletin                                                                    |       |        |
| 20. Juni | Miguel Ángel López Velasco              | mexikanischer Journalist                                                                                  | 55    |        |
| 20. Juni | Ottilie Patterson                       | britische Bluessängerin                                                                                   | 79    |        |
| 20. Juni | Wladimir Pettai                         | russischer Fußballschiedsrichter                                                                          | 38    |        |
| 20. Juni | Erich Pfaff                             | rumänischer Politiker                                                                                     | 81    |        |
| 20. Juni | Jerome Rosen                            | US-amerikanischer Komponist                                                                               | 89    |        |
| 20. Juni | Sergei Ryschow                          | russischer Nuklearwissenschaftler                                                                         | 61    |        |
| 20. Juni | Ingeburg Schäfer                        | deutsche Politikerin                                                                                      | 78    |        |
| 20. Juni | Nikolai Trunow                          | russischer Physiker                                                                                       | 62    |        |
| 20. Juni | Jeanette Würl                           | deutsche Redakteurin und Dramaturgin                                                                      | 51    |        |
| 20. Juni | Paul M. Youngdahl                       | US-amerikanischer Bischof                                                                                 | 73    |        |
| 21. Juni | Claus-Günther Bauermeister              | deutscher Betriebssportler                                                                                | 86    |        |
| 21. Juni | E. M. Broner                            | US-amerikanische Schriftstellerin und Frauenrechtlerin                                                    | 83    |        |
| 21. Juni | Maria Gomes Valentim                    | brasilianische Altersrekordlerin                                                                          | 114   |        |
| 21. Juni | Richard Halliday                        | kanadischer Künstler                                                                                      | 72    |        |
| 21. Juni | Eberhard Lungershausen                  | deutscher Psychiater                                                                                      | 80    |        |
| 21. Juni | Ruth Römer                              | deutsche Germanistin                                                                                      | 83    |        |
| 21. Juni | James Taranik                           | US-amerikanischer Geologe und Physiker                                                                    | 71    |        |
| 21. Juni | Raymund Tschudi                         | Schweizer Abt                                                                                             | 96    |        |
| 22. Juni | Kader Asmal                             | südafrikanischer Politiker und Jurist                                                                     | 76    |        |
| 22. Juni | Günter Benik                            | deutscher Unternehmer                                                                                     | 57    |        |
| 22. Juni | Carmelo Juan Giaquinta                  | argentinischer Erzbischof                                                                                 | 81    |        |
| 22. Juni | Harley Hotchkiss                        | kanadischer Geschäftsmann und Eishockeyfunktionär                                                         | 83    |        |
| 22. Juni | Karl-Heinz Koczorek                     | deutscher Mediziner                                                                                       | 84    | SZ     |
| 22. Juni | Mbuta Mashakado                         | kongolesischer Sänger                                                                                     | ?     |        |
| 22. Juni | Stephen Olver                           | britischer Diplomat                                                                                       | 95    |        |
| 22. Juni | Cyril Ornadel                           | britischer Komponist und Dirigent                                                                         | 86    |        |
| 22. Juni | Coşkun Özarı                            | türkischer Fußballspieler und -trainer                                                                    | 80    |        |
| 22. Juni | David Rayfiel                           | US-amerikanischer Drehbuchautor                                                                           | 87    |        |
| 22. Juni | Norbert Schwientek                      | deutscher Schauspieler                                                                                    | 69    |        |
| 22. Juni | Myles Staunton                          | irischer Politiker                                                                                        | 75    |        |
| 22. Juni | Nataša Urbančič                         | jugoslawische Leichtathletin                                                                              | 65    |        |
| 22. Juni | John Waite                              | südafrikanischer Cricketspieler                                                                           | 81    |        |
| 22. Juni | Mike Waterson                           | britischer Folksänger                                                                                     | 70    |        |
| 22. Juni | Dieter Wittich                          | deutscher Philosoph                                                                                       | 81    |        |
| 22. Juni | Stanislav Zámečník                      | tschechischer Historiker                                                                                  | 88    |        |
| 23. Juni | Mel Berns junior                        | US-amerikanischer Maskenbildner                                                                           | 71    |        |
| 23. Juni | Gene Colan                              | US-amerikanischer Comiczeichner                                                                           | 84    |        |
| 23. Juni | Christiane Desroches Noblecourt         | französische Ägyptologin                                                                                  | 97    |        |
| 23. Juni | Peter Falk                              | US-amerikanischer Schauspieler                                                                            | 83    |        |
| 23. Juni | Stéphane Franke                         | deutscher Leichtathlet                                                                                    | 47    |        |
| 23. Juni | Johannes Geccelli                       | deutscher Maler                                                                                           | 85    | [ 12 ] |
| 23. Juni | Dennis Marshall                         | costa-ricanischer Fußballspieler                                                                          | 25    |        |
| 23. Juni | Horst Aloysius Massing                  | deutscher Arzt, Fachjournalist und Kommunalpolitiker                                                      | 80    |        |
| 23. Juni | Ronnie McCluskey                        | schottischer Fußballtorwart                                                                               | 74    |        |
| 23. Juni | Basil Mitchell                          | britischer Religionsphilosoph                                                                             | 94    |        |
| 23. Juni | Jelena Alexandrowna Opolownikowa        | sowjetisch-russische Architektin und Denkmalschützerin                                                    | 68    |        |
| 23. Juni | Attilio Ruffini                         | italienischer Politiker                                                                                   | 86    |        |
| 23. Juni | Fred Steiner                            | US-amerikanischer Filmkomponist                                                                           | 88    |        |
| 23. Juni | Rolf Weinberg                           | deutscher Emigrant                                                                                        | 92    |        |
| 23. Juni | Sabina Wolanski                         | polnisch-australische Holocaustüberlebende                                                                | 83/84 |        |
| 24. Juni | Friedrich Brunner                       | italienischer Musiker, Komponist, Kapellmeister, Lehrer, Autor und Künstler                               | 89    |        |
| 24. Juni | Hans-Günter Buchholz                    | deutscher klassischer Archäologe                                                                          | 91    |        |
| 24. Juni | Rudolf Felzmann                         | deutscher Heimatforscher                                                                                  | 96    |        |
| 24. Juni | Margarete Franke                        | deutsche Innenarchitektin und Künstlerin                                                                  | 102   |        |
| 24. Juni | Helmut Goettl                           | deutscher gesellschaftskritischer Maler, Grafiker und Zeichner                                            | 77    |        |
| 24. Juni | Friedemann W. Golka                     | deutscher evangelischer Theologe                                                                          | 69    |        |
| 24. Juni | Tomislav Ivić                           | jugoslawisch-kroatischer Fußballtrainer                                                                   | 77    |        |
| 24. Juni | Alvaro Mancori                          | italienischer Kameramann und Filmproduzent                                                                | 87    |        |
| 24. Juni | Gisela Necker                           | deutsche Aktivistin der Lesbenbewegung                                                                    | 78    |        |
| 24. Juni | Jost Nolte                              | deutscher Schriftsteller                                                                                  | 83    |        |
| 24. Juni | Wolfgang Pfeiler                        | deutscher Politikwissenschaftler                                                                          | 80    | FAZ    |
| 24. Juni | Arnulf Schlüter                         | deutscher Astrophysiker                                                                                   | 88    |        |
| 25. Juni | Friedrich Adrario                       | österreichischer Generalmajor                                                                             | 92    |        |
| 25. Juni | George Ballas                           | US-amerikanischer Erfinder                                                                                | 85    |        |
| 25. Juni | Annie Easley                            | US-amerikanische Mathematikerin                                                                           | 78    |        |
| 25. Juni | Alexander Jurkewitsch                   | sowjetischer Ringer                                                                                       | 69    |        |
| 25. Juni | Jan Kułakowski                          | polnischer Politiker                                                                                      | 80    |        |
| 25. Juni | Saurabh Chaliha                         | indischer Schriftsteller                                                                                  | 78    | [ 13 ] |
| 25. Juni | Nick Charles                            | US-amerikanischer Sportmoderator                                                                          | 64    |        |
| 25. Juni | Ernst Fink                              | österreichischer Politiker                                                                                | 78    |        |
| 25. Juni | Shelby Grant                            | US-amerikanische Schauspielerin                                                                           | 74    |        |
| 25. Juni | Martin Greenberg                        | US-amerikanischer Anthologe                                                                               | 70    |        |
| 25. Juni | Rune Gustafsson                         | schwedischer Leichtathlet                                                                                 | 91    | [ 14 ] |
| 25. Juni | Rolf Hackstein                          | deutscher Direktor des Forschungsinstituts für Rationalisierung                                           | 85    |        |
| 25. Juni | Günter Heine                            | deutscher Jurist und Universitätsprofessor                                                                | 59    |        |
| 25. Juni | Sigrid Kopfermann                       | deutsche Malerin, Grafikerin und Kunsterzieherin                                                          | 87    |        |
| 25. Juni | Fritz Morf                              | Schweizer Fußballspieler                                                                                  | 83    |        |
| 25. Juni | James Oglethorpe Patterson              | US-amerikanischer Bischof und Kommunalpolitiker                                                           | 76    |        |
| 25. Juni | Alice Playten                           | US-amerikanische Schauspielerin und Sängerin                                                              | 63    |        |
| 25. Juni | Christopher Shale                       | britischer Politikberater                                                                                 | 56    |        |
| 25. Juni | Margaret Tyzack                         | britische Schauspielerin                                                                                  | 79    |        |
| 25. Juni | Sabine Wernet                           | deutsche Rechtsanwältin                                                                                   | 59    |        |
| 26. Juni | Reinhard Appel                          | deutscher Journalist                                                                                      | 84    |        |
| 26. Juni | Klaus Betke                             | deutscher Mediziner                                                                                       | 96    | [ 15 ] |
| 26. Juni | Jan van Beveren                         | niederländischer Fußballspieler                                                                           | 63    |        |
| 26. Juni | Theodor Binder                          | deutscher Arzt                                                                                            | 91    |        |
| 26. Juni | Edith Fellows                           | US-amerikanische Schauspielerin                                                                           | 88    |        |
| 26. Juni | Heere Heeresma                          | niederländischer Schriftsteller                                                                           | 79    |        |
| 26. Juni | Ioannis Manoledakis                     | griechischer Rechtswissenschaftler                                                                        | 74    |        |
| 26. Juni | Elaine Matthews                         | britische Altertumswissenschaftlerin, Althistorikerin und Namensforscherin                                | 68    |        |
| 26. Juni | Terry Monaghan                          | britischer Tanzpädagoge                                                                                   | 67    |        |
| 26. Juni | Robert H. Morris                        | US-amerikanischer Kryptologe                                                                              | 78    |        |
| 26. Juni | Elke Müller-Mees                        | deutsche Schriftstellerin                                                                                 | 69    |        |
| 26. Juni | Alan Rodger, Baron Rodger of Earlsferry | britischer Jurist                                                                                         | 66    |        |
| 26. Juni | Edwin Rosner                            | österreichischer Arzt                                                                                     | 100   |        |
| 26. Juni | Fritz Steigerwald                       | deutscher Politiker                                                                                       | 73    |        |
| 26. Juni | Werner Wied                             | deutscher Pädagoge und ein für Wittgenstein bedeutender Regionalhistoriker                                | 93    |        |
| 26. Juni | Barry Wilkins                           | kanadischer Eishockeyspieler                                                                              | 64    | [ 16 ] |
| 27. Juni | Betty Callaway                          | britische Eiskunstlauftrainerin                                                                           | 83    |        |
| 27. Juni | Lorenzo Charles                         | US-amerikanischer Basketballspieler                                                                       | 47    |        |
| 27. Juni | Mike Doyle                              | englischer Fußballspieler                                                                                 | 64    |        |
| 27. Juni | Orvin B. Fjare                          | US-amerikanischer Politiker                                                                               | 93    |        |
| 27. Juni | Rolf-Jürgen Freyberg                    | deutscher Gewerkschaftsfunktionär                                                                         | 68    |        |
| 27. Juni | Francis Mahon Hayes                     | irischer Diplomat                                                                                         | 81    |        |
| 27. Juni | Mary Anne Heimerdinger Clench           | US-amerikanische Ornithologin                                                                             | 79    | [ 17 ] |
| 27. Juni | Herwig Krenn                            | deutscher Romanist                                                                                        | 71    |        |
| 27. Juni | Yerko Andrés Kukoc del Carpio           | bolivianischer Politiker                                                                                  | 57    |        |
| 27. Juni | Michel Jehuda Lefkowitz                 | israelischer Rabbiner                                                                                     | 97    |        |
| 27. Juni | Lina Magaia                             | mosambikanische Schriftstellerin, Journalistin und Widerstandskämpferin                                   |       |        |
| 27. Juni | Robert Millar, 2. Baron Inchyra         | britischer Banker, Politiker und Peer                                                                     | 76    |        |
| 27. Juni | Erling Olsen                            | dänischer Ökonom und Politiker                                                                            | 84    |        |
| 27. Juni | Gisèle Rabesahala                       | madegassische Politikerin                                                                                 | 82    |        |
| 27. Juni | Günther Schroeder-Printzen              | deutscher Jurist                                                                                          | 86    |        |
| 27. Juni | Elaine Stewart                          | US-amerikanische Schauspielerin                                                                           | 81    |        |
| 27. Juni | Charles W. Whalen                       | US-amerikanischer Politiker                                                                               | 90    |        |
| 27. Juni | Ian Wheeler                             | britischer Jazz-Musiker                                                                                   | 80    |        |
| 27. Juni | Maciej Zembaty                          | polnischer Musiker und Autor                                                                              | 67    |        |
| 28. Juni | Luis Arcaraz junior                     | mexikanischer Komponist                                                                                   | 74    |        |
| 28. Juni | Paul Baghdadlian                        | syrischer Sänger                                                                                          | 57    |        |
| 28. Juni | Giorgio Bernardin                       | italienischer Fußballspieler                                                                              | 83    |        |
| 28. Juni | Keevil Daly                             | kanadischer Gewichtheber                                                                                  | 87    |        |
| 28. Juni | Carlos Diarte                           | paraguayischer Fußballspieler und -trainer                                                                | 57    |        |
| 28. Juni | Vladimir Dimitrijević                   | Schweizer Verleger und Schriftsteller                                                                     | 77    |        |
| 28. Juni | Silvio Fagiolo                          | italienischer Diplomat                                                                                    | 72    |        |
| 28. Juni | Adolf Nekum                             | deutscher Heimatforscher                                                                                  | 86    |        |
| 28. Juni | Richard Harding Poff                    | US-amerikanischer Politiker und Jurist                                                                    | 87    |        |
| 28. Juni | Angélico Vieira                         | portugiesischer Sänger                                                                                    | 28    |        |
| 28. Juni | Helmut Waßmuth                          | deutscher Fußballspieler                                                                                  | 73    |        |
| 28. Juni | Michael H. Wenning                      | US-amerikanischer presbyterianischer Geistlicher                                                          | 75    |        |
| 28. Juni | George Wyland                           | deutsch-US-amerikanischer Schriftsteller und Eiskunstläufer                                               | 85    |        |
| 29. Juni | Billy Beck                              | US-amerikanischer Clown und Schauspieler                                                                  | 91    |        |
| 29. Juni | Billy Costello                          | US-amerikanischer Boxer                                                                                   | 55    |        |
| 29. Juni | Stefano Gobbi                           | italienischer Priester                                                                                    | 81    |        |
| 29. Juni | Gerhard Holland                         | deutscher Mathematikdidaktiker                                                                            | 82    |        |
| 29. Juni | Willy Kym                               | Schweizer Sportkommentator                                                                                | 70    |        |
| 29. Juni | Alfred Lehr                             | österreichischer Bankkaufmann, Filmwissenschaftler, Filmmanager sowie Filmproduzent                       | 86    |        |
| 29. Juni | Milly Ludwig                            | luxemburgische Weitspringerin, Hochspringerin und Hürdenläuferin                                          | 84    |        |
| 29. Juni | Domenico Pecile                         | italienischer Bischof                                                                                     | 88    |        |
| 29. Juni | Anatoli Schpak                          | ukrainischer Physiker                                                                                     | 62    |        |
| 29. Juni | Dieter Schrage                          | deutsch-österreichischer Kulturwissenschaftler und politischer Aktivist                                   | 76    |        |
| 29. Juni | Kaikhosru Dadhaboy Sethna               | indischer Philosoph                                                                                       | 106   |        |
| 29. Juni | Lubomír Tesáček                         | tschechischer Langstreckenläufer                                                                          | 54    |        |
| 29. Juni | Wilhelm von Wölfel                      | deutscher Bauingenieur und Hochschullehrer                                                                | 98    |        |
| 30. Juni | Bouie Fisher                            | US-amerikanischer Boxtrainer                                                                              | 83    |        |
| 30. Juni | David Loram                             | britischer Vizeadmiral                                                                                    | 86    |        |
| 30. Juni | Robert Mädl                             | österreichischer Bankmanager                                                                              | 71    |        |
| 30. Juni | Jan Peters                              | deutscher Historiker                                                                                      | 78    |        |
| 30. Juni | Emil Petrovics                          | ungarischer Komponist                                                                                     | 81    |        |
| 30. Juni | Kiril Ristoski                          | jugoslawisch-mazedonischer Schauspieler und Hochschullehrer                                               | 62    |        |
| 30. Juni | Georg Sterzinsky                        | deutscher Kardinal                                                                                        | 75    |        |
| 30. Juni | Liu Zhuang                              | chinesische Komponistin                                                                                   | 78    |        |